# Улица Пестеля (Санкт-Петербург)
У́лица Пе́стеля — улица в Центральном районе Санкт-Петербурга. Проходит от набережной реки Фонтанки до Преображенской площади. На запад продолжается Пантелеймоновским мостом.

## История
Нынешнее название — с 1925 года. В период с октября 1923 по 1925 — улица Декабриста Пестеля. До этого с 1777 года называлась Пантелеймоновской улицей по Пантелеймоновской церкви.
Пересекает:
- Набережную реки Фонтанки
- Соляной переулок
- Гагаринскую улицу
- Моховую улицу
- Литейный проспект
- улицу Короленко
- Преображенскую площадь (выходы на улицу Рылеева, Манежный переулок и переулок Радищева)

## Достопримечательности
- Летний сад, Михайловский замок (через Пантелеймоновский мост).
- № 2А (Соляной переулок, 17) — Пантелеймоновская церковь.
- № 7 — доходный дом М. А. Соловейчика, 1911—1913 гг., арх-р М. С. Лялевич. В доме проживали артисты Елена Грановская, Пётр Соболевский, Нина Казаринова, Виталий Полицеймако, художник театра и кино Георгий Моисеев[1]. На здании установлена мемориальная доска в память о советском чекисте-разведчике Герое Советского Союза В. А. Лягине.  7830829000
- № 8 — в 1899 году находилось заведение для шведской врачебной гимнастики и массажа Витте Оскара Николаевича.
- № 9 — бывшие казематы внутренней тюрьмы III отделения, в которой украинским поэтом Т. Г. Шевченко был написан цикл стихотворений «В каземате».[2]
- № 11 — дом Зарембы, 1861 г., арх. Н. А. Гамазов. В этом здании жили композиторы М. П. Мусоргский (1871—1872), Н. А. Римский-Корсаков (1871—1872), П. И. Чайковский (1865).  7810630000
- № 11 (брандмауэр) — Мемориальная стена в честь защитников полуострова Ханко, архитекторы В. А. Каменский, А. А. Лейман, 1945.  7802152000
- 12 — на здании расположена мемориальная доска в память о русском композиторе В. А. Гаврилине[3].
- № 13—15 — доходный дом А. В. Ратькова-Рожнова, 1898—1900, арх-р П. Ю. Сюзор.  7830828000
- № 14 / Литейный пр., 21 — дом Косиковского (доходный дом А. М. Тупикова), конец XVIII в., перестраивался в 1847 г. архитектором Е. И. Диммертом, в 1876—1877 годах архитектором Ю. О. Дютелем. Стиль эклектика. На здании расположена мемориальная доска в память о советском поэте С. Я. Маршаке (проживал в кв. № 30 в 1927—1938 гг.)[4]. Кроме того, в доме жил архитектор И. П. Маас, работало издательство «Былое».  7830827000
- Музей обороны Ленинграда (Соляной переулок, 9)
- № 27 (ул. Короленко, 14) — Дом Мурузи, построен в 1874—1876 годах по проекту архитектора А. К. Серебряков при участии П. И. Шестова, ряд интерьеров выполнен Н. В. Султановым.
- Спасо-Преображенский собор
- № 21 — доходный дом Л. Брунса, построенный О. В. Бремером в 1844 году. Первоначальный проект в 1839-м выполнил Е. Т. Цолликофер.  7830826000